# 側臉 (平井堅單曲)
《側臉》（日語：／羅馬拼音：／英文：Profile），日本男歌手平井堅的第3張單曲。1995年11月22日發行。

## 概述
- 平井堅1995年的第三張單曲。
- 首張專輯《un-balanced》發行後的第一張單曲。
- 2000年10月1日重新發行CD版。

## 收錄曲目
1. 側臉
  - 作詞、作曲：平井堅／編曲：松浦晃久
  - 富士電視台《Mezamashi天氣預報》片尾曲
  - 日本電台節目《All Night Nippon》片尾曲
2. 鴨子（アヒル）
  - 作詞、作曲：平井堅／編曲：宮田繁男
3. 側臉（Original Karaoke）

## 外部連結
- Sony Music的作品介紹
  - 通常盤 （页面存档备份，存于）